# Сиан-Каан
Сиан-Каан (исп. Sian Ka’an) — биосферный заповедник в регионе Ривьера Майя, Мексика, штат Кинтана-Роо. Организован некоммерческой и негосударственной организацией с целью сохранения биоразнообразия региона. Имеет статус национального парка с января 1986 года и статус объекта Всемирного наследия ЮНЕСКО с 1987. На языке индейцев майя, цивилизация которых располагалась на полуострове Юкатан, Sian Ka’an означает «там, где начинается небо».

## География
Заповедник расположен на восточном побережье полуострова, простираясь с севера на юг на 120 км и занимая почти треть карибского побережья Мексики. Общая площадь охраняемых территорий составляет 5 280 км². В 1994 году земли площадью более 800 км² к югу от резервата, рядом с Уаймилем, были присоединены к заповеднику.
Заповедник Сиан-Каан включает в себя тропические леса, есть мангры и болота, а также прибрежные воды Карибского моря с участком барьерного рифа. Среднегодовая норма осадков в регионе составляет 1120—1220 мм, примерно 70 % из которых выпадает в сезон с мая по октябрь. Большая часть воды просачивается через известняковые породы, из которых сложен Юкатан и песчаные почвы, водоносный слой которых местами выходит через сеноты. Большу́ю часть заповедника составляют заболоченные территории, затопляемые в сезон дождей.
В составе резервата имеются три основные зоны, где деятельность человека ограничена, и проводятся научные исследования: центральная зона Муйиля (Zonas Nucleares of Muyil), остров Кулебра (Cayo Culebras) и Уаймиль (Uaymil). Всего в границах резервата лежат 23 места археологических раскопок объектов цивилизации майя. Население территории заповедника оценивается в 2 тыс. человек, большая часть которых проживает в рыбацких населённых пунктах Пунта-Альен и Пунта-Эрреро на побережье.

## Растительный и животный мир

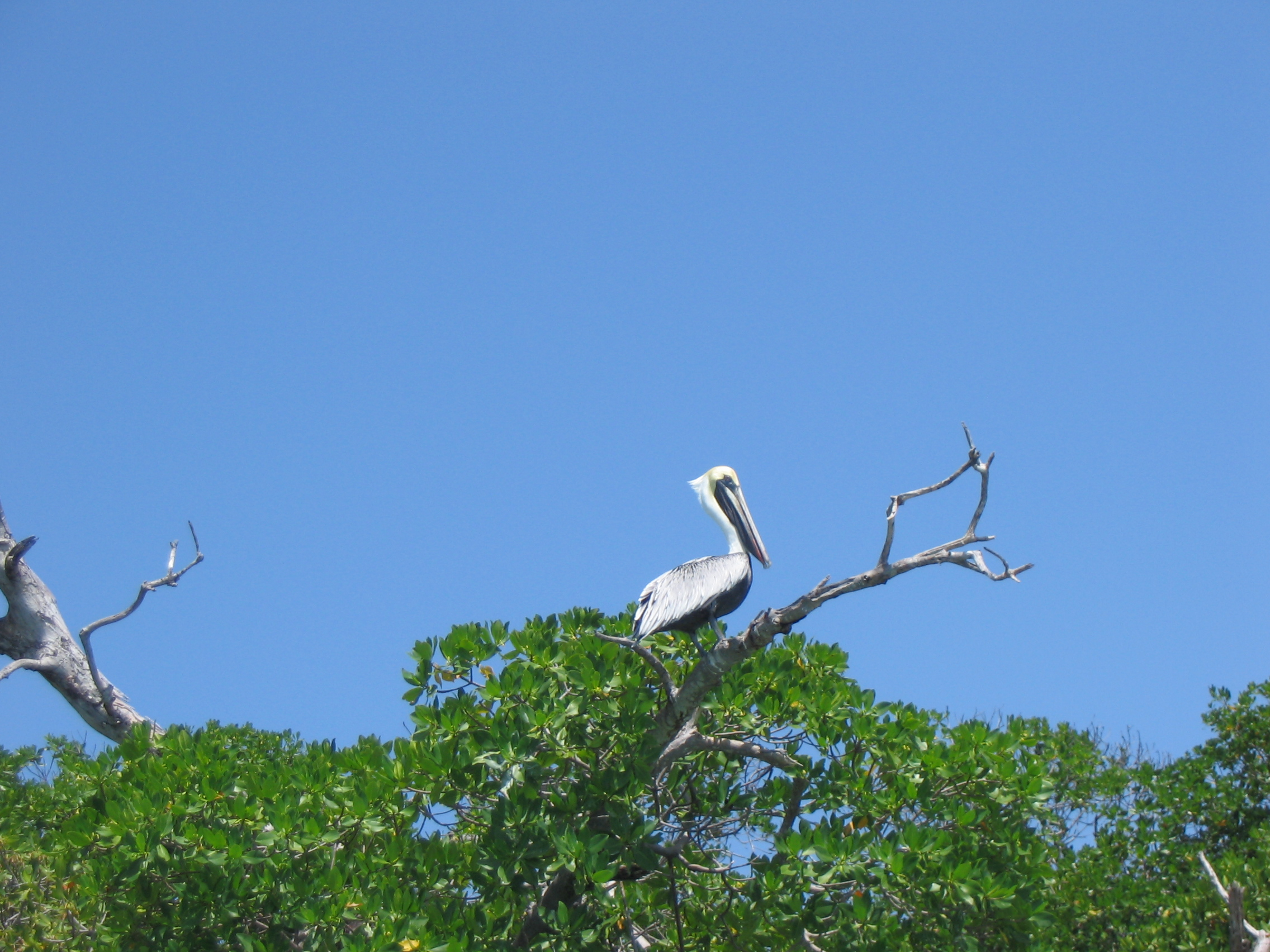
Пеликан в заповеднике Сиан-Каан

На территории заповедника Сиан-Каан располагаются 110 км второго по величине в мире Месоамериканского Барьерного рифа, который тянется вдоль восточного побережья Юкатана на юг около побережья Белиза и Гондураса. На пляжах Сиан-Каана находятся места кладки яиц нескольких редких видов морских черепах. На прибрежных дюнах, которые защищают внутренние районы от штормов, произрастает морской виноград, кермек, суриана приморская, Sesuvium portalacastrum, амброзия многолетняя, ипомея и множество других.
Заболоченные территории служат важным местом обитания многих видов животных, также сглаживая последствия штормов. В манграх произрастает красное, чёрное и белое мангровые деревья, а также конокарпус прямостоячий. На бедных кислородом почвах прибрежных саванн, затопляемых каждый год, произрастает трава и тростник, высота которых редко превышает 3 метра.
Фауна заповедника весьма разнообразна и включает в себя 336 известных видов птиц и 103 известных видов млекопитающих. Кроме того, на зимовку в Сиан-Каан прилетает более миллиона птиц. Среди пернатых обитателей заповедника — бурый пеликан, зелёный баклан, великолепный фрегат, большая голубая цапля, белая американская цапля, американский белый ибис и скопа.
Среди морских обитателей в заповеднике водятся представители семейства панцирных, тарпон, груперы, круглый трахинот, акула-нянька, молот-рыба, чернопёрая акула и рифовые окуни.

## Туризм

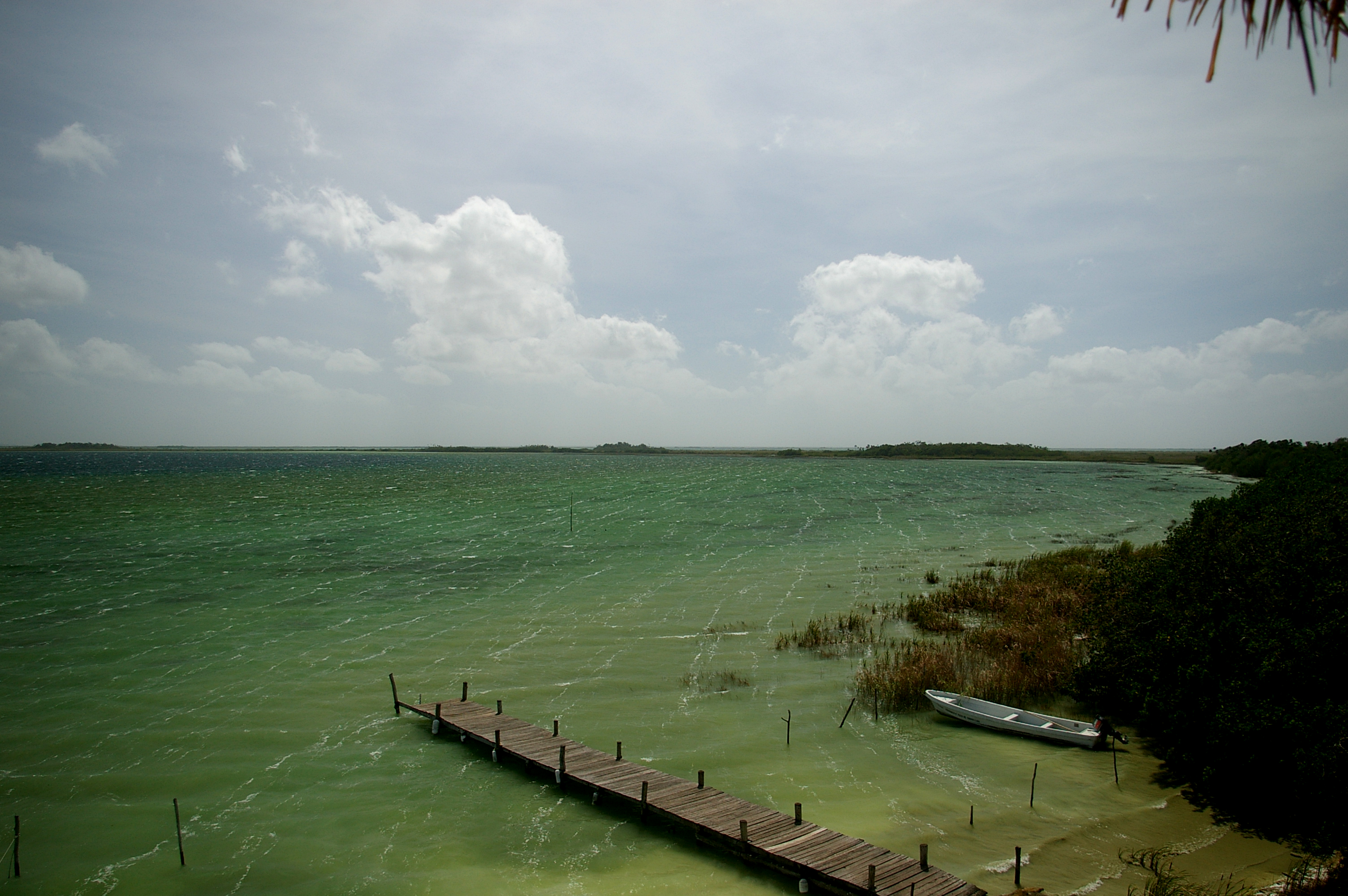
Залив Муйиля

В заповедник можно попасть из пяти точек, расположенных в населённых пунктах Пультикуб, Санта-Тереса, Чумпон, Чунйашче и Чак-Моол. Кроме природных красот туристов привлекают места археологических раскопок на месте древних городов майя, где были найдены артефакты возрастом до 2,3 тыс. лет. В самой северной части Сиан-Каана по лагунам и каналам вероятно в древности проходил торговый путь из Тулума в Муйиль. Население территорий заповедника до середины XII века производили чикл (натуральный каучук), а также занимались рыболовством.
Для рыбаков Сиан-Каана туризм является ещё одним источником дохода — на арендованных лодках туристов возят смотреть на рифы и лагуны. В 2000 году резерват посетили 36 тыс. туристов.